# مرکز خرید المپیا
مرکز خرید المپیا (انگلیسی: Olympia-Einkaufszentrum) یک مرکز خرید در شهر مونیخ، آلمان است.
این مرکز خرید که در سال ۱۹۷۲ تأسیس شده دارای ۵۶٬۰۰۰ مترمربع مساحت در دو طبقه می‌باشد،
در تاریخ ۲۲ ژوئیه ۲۰۱۶ در این مرکز خرید یک فرد مسلح اقدام به تیراندازی به مردم کرده و در آن پی آن ۱۰ نفر از جمله خود فرد حمله کننده کشته شدند.